# Ferenc Mehl
Ferenc Mehl (Rottweil, 1984) is een Duitse jazzdrummer en componist.

## Biografie
Mehl nam in 2000 en 2001 deel aan internationale workshops van Wolfgang Haffner en Wolfgang Lackerschmidt. In 2002 werd hij lid van het Landesjugendjazzorchester Baden-Württemberg. Hij had les bij Meinhard Jenne en studeerde aan de conservatoria in Leipzig en Amsterdam (drums en pedagogiek). Hij speelde in het Bundesjazzorchester en werkte samen met Claus Stötter, Rudi Mahall, Nicolas Simion, Steffen Schorn, Nils Wogram en Bernd Konrad. 
Met zijn broer Magnus Mehl leidt hij het Ferenc und Magnus Mehl Quartett, waarvoor hij ook composities aandraagt. Met deze band heeft hij tot nog toe (2017) drie CD's gemaakt. In 2008 stond de groep in de finale van de Jimmy Woode Award en won het kwartet de eerste prijs. Mehl is verder te horen op albums van Roots Südwest.
Mehl kreeg in 2014 een beurs van de Kunststiftung Baden-Württemberg.

## Discografie
- Ferenc und Magnus Mehl Quartett No 1 (2006 met Tobias Hoffmann, Frederik Köster, Fedor Ruškuc)
- Ferenc & Magnus Mehl Quartett Baden verboten! (2009, met Jake Saslow, Martin Schulte, Fedor Ruškuc)
- Mehl Consortium City Views (Jawo 2012, met Magnus Mehl, Rainer Böhm, Axel Schlosser, Felix Fromm, Fedor Ruškuc, Philipp Tress)
- Ferenc und Magnus Mehl Quartett Once Upon and So On (Jawo 2014, met Magnus Mehl, Martin Schulte, Fedor Ruškuc)
- Konrad/Mehl Project Two Generations in Jazz (HGBS 2014, met Magnus Mehl en Fedor Ruskuc)